# Darius Carbin
Darius Carbin (* 4. März 1998 in San José, Kalifornien) ist ein US-amerikanischer Leichtathlet, der sich auf den Hochsprung spezialisiert hat.

## Sportliche Laufbahn
Darius Carbin wuchs in Kalifornien auf und gewann 2015 bei den Jugendweltmeisterschaften in Cali mit übersprungenen 2,16 m die Bronzemedaille im Hochsprung. Im Jahr darauf gewann er bei den U20-Weltmeisterschaften in Bydgoszcz mit 2,25 m die Silbermedaille und begann dann ein Studium an der University of Georgia. 2022 wurde er NCAA-Collegemeister im Hochsprung und schied anschließend bei den Weltmeisterschaften in Eugene mit 2,17 m in der Qualifikationsrunde aus.

## Persönliche Bestleistungen
- Hochsprung: 2,30 m, 30. April 2022 in Athens
  - Hochsprung (Halle): 2,26 m, 9. Februar 2019 in Fayetteville